# Heinrich Held
Heinrich Held (6 de junho de 1868 - 4 de agosto de 1938) foi um político católico alemão e ministro-presidente da Baviera. Ele foi forçado a deixar o cargo pela tomada nazista na Alemanha em 1933.

## Biografia
Heinrich Held nasceu em Erbach em Taunus, então parte da província prussiana de Hesse-Nassau. Seu pai, Johannes Held, era um agricultor e músico local, sua mãe era Susanne Held née Kaiser.
Held estudou direito nas universidades de Strasbourg, Marburg e Heidelberg antes de se tornar jornalista em Strasbourg em 1896. Mudou-se para Heidelberg no ano seguinte e tornou-se editor do Regensburger Morgenblatts, um jornal da cidade bávara de Regensburg, em 1899. para assumir a mesma posição no Regensburger Anzeiger no ano seguinte. A partir de 1906, tornou-se coproprietário desses dois jornais e iniciou sua carreira política como palestrante nos movimentos operários cristãos-conservadores. A partir de 1921, Held também atuou como presidente do Deutscher Katholikentag, um fórum regular de reunião e discussão para católicos romanos em toda a Alemanha.
Em 1933, o filho de Held, Philipp, tornou-se um dos primeiros detentos do campo de concentração de Dachau.

## Carreira política
Held foi eleito para o parlamento bávaro em 1907, representando o ramo bávaro do Partido do Centro, e ocupou seu cargo até 1933. Ele pertencia à ala esquerda de seu partido e estava interessado principalmente em política fiscal. Ele rapidamente subiu ao poder dentro do partido, tornando-se líder de seu partido no parlamento em 1914 e líder do próprio partido logo depois. Em 1917, Held foi elevado ao título de Geheimer Hofrat, membro do Conselho Privado da Baviera.
Em 1918, após o fim da monarquia na Baviera, Held foi um dos cofundadores do Partido Popular da Baviera, transformando a filial bávara do Centro em um novo partido que enfatizava elementos conservadores e direitos dos estados. Mantido permaneceu o líder parlamentar do novo partido. Em julho de 1924, após a renúncia de Eugen Ritter von Knilling, Held tornou-se primeiro-ministro da Baviera. Seu governo foi apoiado por seu próprio partido, o Partido Nacional Popular Alemão nacional-conservador, o Partido Popular Alemão nacional-liberal e o Bauernbund. Suas políticas como primeiro-ministro visavam a reconciliação com o governo federal e o afastamento do separatismo. Em 1924, ele também assinou uma Concordata com a Santa Sé.
Held concorreu no primeiro turno das eleições presidenciais alemãs de 1925 e obteve 3,7% dos votos. No segundo turno, seu partido apoiou o candidato de direita Paul von Hindenburg em vez do candidato do Partido do Centro Wilhelm Marx. Em 1930, o governo de Held perdeu a maioria no parlamento bávaro, mas continuou no cargo como uma administração minoritária. De 1930 a 1932, exerceu também os cargos de Ministro de Estado do Comércio, Indústria e Comércio e Ministro de Estado da Agricultura. Ambos foram fundidos para formar o Ministério da Economia que ocupou de 1932 a 1933.
Held continuou a defender os direitos dos estados dentro da república alemã, publicando artigos sobre o assunto. Em 1932, ele criticou duramente a remoção do primeiro-ministro prussiano Otto Braun pelo chanceler Franz von Papen, um movimento que considerou uma interferência ilegal do governo federal em assuntos estaduais. Mais tarde, em 1932, uma tentativa, apoiada por uma ampla coalizão de partidos, de combater os nazistas, estabelecendo Rupprecht, príncipe herdeiro da Baviera, como um Staatskommisar da Baviera com poderes ditatoriais falhou devido à hesitação do governo bávaro sob Held.
Em 9 de março de 1933, o próprio governo bávaro foi removido à força do cargo pelos nazistas. Inicialmente, Held resistiu às tentativas da SA de derrubar seu governo, mas não recebeu apoio do exército alemão, que recebeu ordens de Berlim para ficar de fora da política doméstica, para que finalmente não pudesse conter os nazistas. O cargo de primeiro-ministro bávaro foi abolido e substituído por um Reichsstatthalter, uma posição puramente administrativa sem poder político. Detido se aposentou da política, primeiro fugindo para Lugano, na Suíça, onde seu filho Josef morava, retirando-se depois para Regensburg. Sua pensão do governo como ex-primeiro-ministro foi revogada pelos nazistas.